# Commission de vérité et de réconciliation
Pour les articles homonymes, voir CVR.

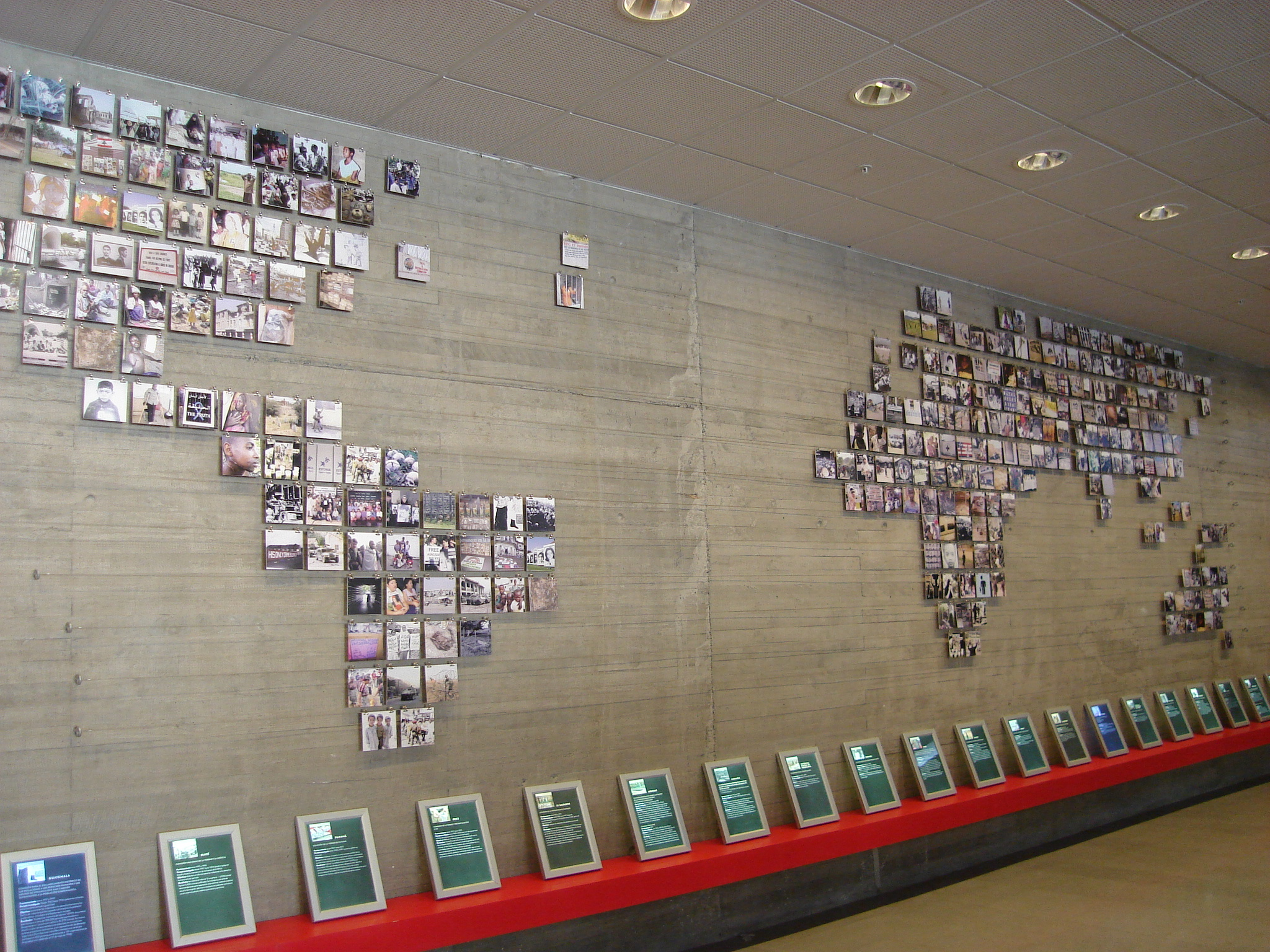
Une carte du monde montrant toutes les commissions de vérité et de réconciliation au Musée de la Mémoire et des Droits de l’Homme, Santiago, Chili.

Une commission de vérité et de réconciliation (CVR) est une juridiction ou un processus d'enquête et de compréhension non juridique mis en place en tant que composante de justice transitionnelle subséquemment à des périodes de troubles politiques, guerres civiles, de dictatures, de répression politique ou d'un génocide. Cette justice restaurative œuvre dans un esprit de réconciliation nationale. 
Bien qu'il y ait de fait une certaine diversité d’organisation, ce type d'organisme peut en général faire procéder à des enquêtes ou bénéficier de moyens d'investigations propres. Elle cherche à reconnaître les causes de la violence, à identifier les parties en conflit, à enquêter sur les violations des droits de l’homme et à établir les responsabilités juridiques qui en découlent. L'objectif est d'aider les sociétés traumatisées par la violence à faire face à leur passé de façon critique, afin de sortir de leurs crises profondes et d’éviter que de tels faits se reproduisent dans un proche avenir.
Concrètement, les victimes sont invitées à s'exprimer devant un forum afin de leur permettre de retrouver la dignité. Quant aux auteurs d'exactions, ils sont appelés à avouer leurs forfaits et à exprimer leur repentir devant les victimes ou familles concernées. Des commissions de vérité et de réconciliation ont été mises en place dans plus de trente pays, notamment en Afrique du Sud, au Maroc ainsi que dans plusieurs pays d'Amérique latine et d'Amérique du Sud, et plus récemment au Timor oriental, en Tunisie et au Canada.

## Afrique du Sud
La Commission de la vérité et de la réconciliation, présidée par Desmond Tutu, est chargée de recenser toutes les violations des droits de l'homme commises depuis le massacre de Sharpeville en 1960 en plein apogée de la politique d'apartheid commencée en 1948 par le gouvernement sud-africain, afin de permettre une réconciliation nationale entre les victimes et les auteurs d'exactions. 30 000 personnes sont entendues entre 1995 et 1998, des victimes et des bourreaux, ( 22 000 victimes et 7 000 tortionnaires).
L'objet de cette commission concerne les crimes et les exactions politiques commis, de mars 1960 à mai 1994, au nom du gouvernement sud-africain mais également les crimes et exactions commis au nom des mouvements de libération nationale. Sa spécificité consistait en l'échange d'une amnistie pleine et entière des crimes en échange de leur confession publique. Cette amnistie était individuelle : contrairement aux pratiques habituelles des États sortant de période de dictature, cette amnistie n'est ni générale ni automatique mais consentie à titre individuel et contre l'aveu public des crimes effectués. Dans un pays assez religieux, cette commission s'appuie sur les principes chrétiens de justice et de pardon. Même si des victimes en ont critiqué les limites, il semble que cette pratique des repentances ait désactivé psychologiquement les désirs de vengeance des victimes,,.

## Tunisie
En Tunisie, l'Instance Vérité et Dignité (IVD) a été créée par la loi organique 2013-53 du 24 décembre 2013, relative à l’instauration de la justice transitionnelle et à son organisation.
L'Instance assure les missions suivantes : 
- tenir des audiences, à huis clos ou publiques, des victimes des violations et pour toute autre raison en rapport avec ses activités
- faire des investigations sur les cas de disparition forcée non résolus, sur la base des communiqués et des plaintes qui lui seront présentés et déterminer le sort des victimes,
- collecter les informations et repérer, recenser, confirmer et archiver les violations en vue de constituer une base de données et d’élaborer un registre unifié des victimes de violations
- déterminer les responsabilités des appareils de l'Etat ou de toutes autres parties, dans les violations relevant des dispositions de la présente loi, en clarifier les causes et proposer des solutions permettant d’éviter que ces violations se reproduisent
- élaborer un programme global de réparation individuelle et collective des victimes des violations, basé sur :
  - la reconnaissance des violations subies par les victimes et la prise de décisions et mesures de dédommagement en leur faveur, en tenant compte de toutes les décisions et mesures administratives ou judiciaires antérieures prises en leur faveur
  - la définition des critères requis pour le dédommagement des victimes
  - la détermination des modalités de paiement des indemnisations, en tenant compte des estimations prévues pour le dédommagement
  - la prise de mesures provisoires et urgentes d'assistance et de dédommagement des victimes.

## Burundi
Au Burundi, la Commission Vérité et Réconciliation (CVR) est prévue par les Accords d'Arusha de 2000. Elle est mise sur pied douze ans plus tard, en décembre 2014,. Elle est modifiée par la loi du 6 novembre 2018. Durant l'année 2020, la CVR concentre l'ensemble de ses travaux sur les massacres perpétrés en 1972,,.

## Canada
La Commission de vérité et de réconciliation du Canada s'intéresse aux pensionnats autochtones,. La Commission Écoute, réconciliation et progrès est une commission d'enquête publique menée par le gouvernement du Québec sur les relations entre les services publics et les autochtones.

## Côte d'Ivoire
À la suite de la crise ivoirienne de 2010-2011, le président Alassane Ouattara a annoncé le jour de l'arrestation de son rival Laurent Gbagbo, le 11 avril 2011, sa volonté de créer une Commission vérité et réconciliation. Cette commission dont Charles Konan Banny est le président est composée de onze membres et est chargée de faire la lumière sur les violences post-électorales. Elle est représentative des différentes couches sociales de la population ivoirienne (cinq membres), de la diaspora ivoirienne (un représentant), des étrangers vivants en Côte d'Ivoire (un représentant). Cette commission n'a pas compétence pour traduire les auteurs d'exactions devant les tribunaux, elle en laisse le soin aux instances judiciaires. Cette commission tarde à se mettre en œuvre : trois années de préparation s'avèrent nécessaires avant le début de ses travaux en 2014. Puis en 2015, elle passe le relais à une autre commission, la  Commission nationale pour la réconciliation et l’indemnisation des victimes des crises en Côte d’Ivoire, présidée par un religieux catholique, Paul-Siméon Ahouanan Djro. Elle a identifiée et validée 316 954 victimes ayant droit à une indemnisation, et remis ses conclusions en 2016 puis transmit les éléments aux ministères concernés pour le paiement de ces indemnisations,

## Pérou
La Commission de la vérité et de la réconciliation (CVR) est une commission péruvienne chargée principalement d'élaborer un rapport sur le conflit armé péruvien entre 1980 et 2000. Elle a été créée en 2001 par le président de transition Valentín Paniagua et formée par divers membres de la société civile. Son président était Salomón Lerner Febres, alors recteur de l'Université pontificale catholique du Pérou. En plus de ses recherches sur la violence terroriste du Sentier lumineux et du Mouvement révolutionnaire Tupac Amaru (MRTA), elle a cherché à analyser les racines profondes de cette violence et a enquêté sur la répression militaire contre ces mouvements terroristes. Pour cela, elle a récolté le témoignage de 16 985 personnes et a organisé 21 audiences publiques avec les victimes de la violence auxquelles plus de 9 500 personnes ont assisté. Le rapport final de la Commission a été rendu public le 28 août 2003 devant le président péruvien Alejandro Toledo, avec des recommandations. Mais, dix ans après la remise de ce rapport, la plupart de ses recommandations sont restées lettre morte, ont estimés en 2013 des organisations de défense des droits de l'homme, dont Amnesty International.

## Togo
L'histoire politique du Togo entre 1958 à 2005 a été émaillée de violences sous plusieurs formes et d'intensités différentes. À la mort du président Gnassingbé Eyadema et lors de la première élection présidentielle togolaise de 2005 qui a porté au pouvoir son fils Faure Gnassingbé (réélu ensuite à 3 autres reprises, dans des élections contestées), ces violences ont atteint un point culminant.
Devant cette situation, les acteurs de la vie sociopolitique du Togo ont signé le 20 août 2006 à Ouagadougou, devant le facilitateur, Blaise Compaoré, l'Accord politique global (APG) qui a préconisé la mise en place d'une Commission vérité, justice et réconciliation (CVJR), avec pour objectif d'œuvrer à la réconciliation nationale, à la paix civile et à la stabilité politique.
Le président de la République, Faure Gnassingbé a créé cette commission par le décret no 2009-046/PR du 25 février 2009, pris en Conseil des ministres, a créé la Commission vérité, justice et réconciliation (CVJR). Les membres de la CVJR ont été nommés par le président de la République par le décret no 2009-147 du 27 mai 2009 pris en Conseil des ministres. Elle est présidée par le prélat catholique Nicodème Barrigah.
Les travaux de la CVJR couvrent la période de 1958 à 2005.
L'Union européenne a octroyé une subvention non remboursable de 6 millions d'euros aux organisations de la société civile togolaise et à cette Commission vérité, justice, réconciliation (CVJR).
La CVJR a identifié des 41 événements marquée par des violences et des violations de droits de l'homme, et a procédé à des auditions.
Elle a travaillé pendant 34 mois et a remis un rapport assorti de recommandations au chef de l'État le 3 avril 2012. L'essentiel des recommandations formulées vont à l'endroit du gouvernement togolais, des institutions de la République, des partis politiques et de l'ensemble des populations. Le climat politique et social s’est globalement apaisé malgré plusieurs périodes de tensions, notamment lors des réélections de aure Gnassingbé. Par contre, les principales réformes politiques prescrites par l’Accord politique global (APG) sont restées lettres mortes, que ce soit sur la limitation du mandat, du mode de scrutin, et de la question du contentieux autour du code électoral. Des indemnisations et des réparations ont été promises aux victimes identifiées dans le rapport de la commission par l'État togolais,.

## Les autres pays
- Timor oriental : Commission pour l’Accueil, la Vérité la Réconciliation
- Sierra Leone : Commission vérité et réconciliation au Sierra Leone (en)
- Chili : rapport Valech sur les arrestations illégales pendant la dictature d'Augusto Pinochet qui a révélé 35 000 cas de tortures[23],[24] et rapport Rettig, qui l'a précédé, couvrant la même période[25]. Face aux faits dénoncés, la Cour suprême du Chili a tenté a tenté de protéger l'ex-junte militaire[25]. Mais les hommes au pouvoir (les militaires notamment)  ont perdu le sentiment d'impunité[24]. Le changement de Constitution, évolution confirmée par le référendum chilien de 2020 pourrait être une nouvelle étape des changements induits à la suite de cette période de dictature[24].
- Argentine : Commission nationale sur la disparition des personnes
- Maroc : Instance équité et réconciliation
- Népal : Commission vérité (en)
- Norvège Truth and Reconciliation Commission (en)
- Liberia : Commission vérité et réconciliation au Liberia (en)
- Brésil : Commission nationale de la vérité
- Aux Îles Salomon, le gouvernement projette actuellement de créer une Commission vérité et réconciliation aux Îles Salomon) (en), visant à répondre aux traumatismes occasionnés par cinq ans de conflits inter-ethniques à Guadalcanal (1999-2004). Cette commission s'inspirerait de la commission sud-africaine du même nom. Fin août 2008, Sam Iduri, le ministre de la Paix et de la Réconciliation, introduisit un projet de loi à ce sujet (Truth and Reconciliation Commission Bill) au Parlement[26].
- À Madagascar, après des crises successives, des assises en 2015 mettent en place trois commissions de réconciliation, Vérité et réconciliation, Réparation et indemnisation et Refondation de la nation[27].

### En français
- Arnaud Martin, La mémoire et le pardon. Les commissions de la vérité et de la réconciliation en Amérique latine, Paris, L'Harmattan, 2009.,  (ISBN 978-2296083660), disponible en ligne

### En anglais
- Priscilla B. Hayner, Unspeakable Truths: Facing Challenge of Truth Commissions. New York:  Routledge, 2010.  (ISBN 978-0415806350)
- Robert Rotberg and Dennis Thompson, eds., Truth versus Justice: The Morality of Truth Commissions. Princeton University Press, 2000.  (ISBN 978-0691050720)